# پرانیتا سوبهاش
پرانیتا سوبهاش (به انگلیسی: Pranitha Subhash) بازیگر هندی است.
از فیلم‌هایی که وی در آن نقش داشته‌است می‌توان به کدام مسیر، رهبر بزرگ، ساگونی، هنگامه ۲، پنج پانداوا و یک زنبور عسل، جشن بزرگ، سلامی محض رضای عشق، آشوب و ماسو اشاره کرد.